# Europe Écologie
Europe Écologie est le nom donné aux listes du rassemblement de la mouvance écologiste en France lancé par Les Verts pour les élections européennes de 2009. Ce processus de rassemblement s'est poursuivi en 2010 en vue des élections régionales ; les listes du rassemblement de l'écologie se sont alors de nouveau présentées sous le nom « Europe Écologie ». Pour les élections européennes de 2014, ce dispositif est une fois de plus reconduit.
Ce rassemblement d'écologistes a été créé à l'automne 2008 à l'initiative du parti Les Verts sous l'impulsion de Cécile Duflot. Il réunissait Les Verts et la fédération Régions et peuples solidaires, des membres d’associations comme José Bové et Yannick Jadot, des proches de Nicolas Hulot comme Jean-Paul Besset et des personnalités comme Eva Joly, le coprésident du groupe Vert-ALE au Parlement européen Daniel Cohn-Bendit s'y était fortement investi. Il propose une conversion écologique de l'économie.
Le résultat aux élections européennes fut de 16,28 % des voix, et de 12,18 % au premier tour des élections régionales de 2010.
Le 13 novembre 2010, lors d'Assises nationale à Lyon, Les Verts qui ont modifié leurs statuts pour pouvoir les accueillir, fusionnent avec les adhérents venus lors des campagnes européennes et régionales d'Europe Écologie, ils adoptent à cette occasion leur nouveau nom Europe Écologie Les Verts.

## Les listes «Europe Écologie» pour les élections européennes de 2009
À la différence des élections de 1984 et de 1989, où les listes « Europe Écologie » étaient portées quasi uniquement par Les Verts, celles de 2009 sont comme en 1979 des listes du rassemblement de la mouvance écologiste en France. Ce processus de rassemblement se poursuit en 2010 à l'occasion des élections régionales, dans la plupart des régions les listes du rassemblement de l'écologie se présentent à nouveau sous le nom « Europe Écologie ».
Ce rassemblement de l'écologie a été lancé en 2008 en s'inspirant et en transformant une idée de Daniel Cohn-Bendit.

### Création et appel au rassemblement
Lancée le lundi 20 octobre 2008 par une conférence de presse au musée d'art africain Dapper, à Paris, cette alliance pouvait donner l'impression d'être celle de la carpe et du lapin, idée contestée par Yannick Jadot : « Justement, parce qu'il n'y a pas de réponse miracle à cette crise du modèle de la croissance à crédit, il nous faut des carpes et des lapins ».

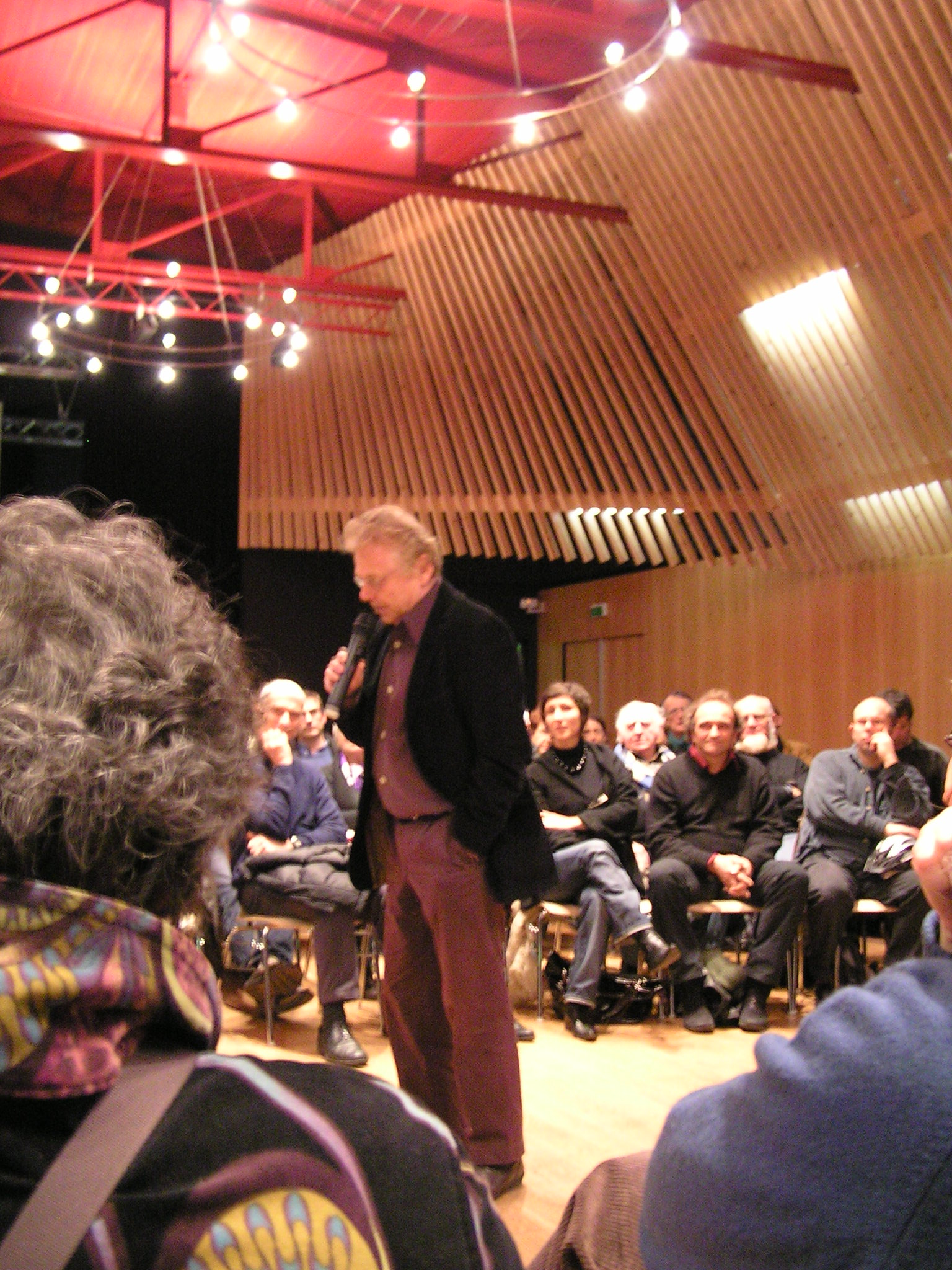
Réunion du 25 novembre 2008 à Nantes.

L'alliance pour les européennes repose sur un manifeste de six pages, rédigé par une vingtaine de personnes, qui appelle à une refondation d'un modèle de développement pour une « Europe sociale et écologique », puisque l'actuel modèle serait « pulvérisé par les faits ». Cet appel est mis en ligne sur le site d'Europe Écologie le 19 octobre 2008.
Il s'agit, devant « les crises écologique, sociale, alimentaire, énergétique, économique, financière » qui « convergent en une crise globale, d'agir en rassemblant les écologistes ».

« L’impératif écologique et social doit guider les choix politiques »

.
Leur but est de construire un espace politique autonome plus large, en vue des élections européennes de juin 2009.
Une première version du manifeste a été écrite par Jean-Paul Besset et largement amendée ensuite, notamment par les Verts (plus particulièrement Pascal Canfin, Patrick Farbiaz et Jérôme Gleizes), les personnalités du rassemblement dont François Alfonsi de la fédération RPS, José Bové, Yannick Jadot et quelques autres personnes comme Erwan Lecœur. Ce manifeste a été mis en ligne avec l'appel. Au 6 décembre 2008 les 3 519 signatures sont atteintes et les 8 000 au 16 mars 2009. Au 2 juin 2009, il y avait 13 102 signataires du manifeste.

### Le programme
Extraits du Contrat Écologiste pour l'Europe, programme d'Europe Écologie :
1. Pour la transformation écologique de l’économie : un Bruxelles de l’Emploi
  - Pour des contrats de conversion écologique et sociale dans chaque grand secteur industriel
  - Revenu de conversion pour les salariés d'industries menacées
  - Création de 10 millions d’emplois verts en 5 ans
2. Pour une agriculture paysanne et une alimentation saine :
  - Une PAC écologique, avec des produits locaux, de saisons, de qualité et accessible pour tous
  - Une UE sans OGM, 30 % bio et 100 % durable
  - Un développement équilibré des territoires ruraux
3. Pour une énergie 100 % propre :
  - Remplacer Euratom par une Communauté Européenne des Énergies Renouvelables et de l’Efficacité Énergétique
  - Contribution Climat-énergie et Chèques Éco Énergie pour financer des projets visant à faire diminuer la consommation d'énergie des ménages et des entreprises
4. Pour la prévention des maladies du mode de vie :
  - Plan de lutte européen contre les maladies du mode de vie (cancer, asthme, diabète, hypertension, stress)
  - Principe de précaution dans les nanotechnologies
  - Nouvelle directive sur les rayonnements électromagnétiques
5. Pour la protection de la Biodiversité :
  - Trame verte et bleue pour désenclaver les écosystèmes et renforcer Natura 2000
  - Pêche soutenable, tout en aidant les pêcheurs
  - Création d'un corps européen de garde côtes pour des mers plus propres
6. Pour un bouclier social européen :
  - Revenu minimum d’existence
  - Revenu maximum acceptable
  - Moratoire sur les nouvelles libéralisations pour protéger les services publics
  - Clause de non régression sociale
7. Pour le respect des droits fondamentaux :
  - Citoyenneté de résidence européenne
  - Pacte européen contre l’exclusion
  - Clause de l’Européenne la plus favorisée (application des meilleurs lois nationales de protection des femmes à l'ensemble des citoyennes de l'Union)[8]
8. Pour une Europe des biens communs de la culture, de l’éducation et de la recherche
  - Plan européen de lutte contre l’illettrisme
  - Statut social européen de l’étudiant
  - Doublement et réorientation des moyens de la recherche vers la reconversion écologique et sociale
9. Pour une Europe solidaire contre l’apartheid planétaire
  - Fermer les paradis fiscaux et les enfers sociaux
  - Instaurer la responsabilité sociale et environnementale des holdings européennes pour leurs filiales
  - Instaurer la Souveraineté alimentaire comme droit fondamental des peuples
  - Protéger et restaurer les grands écosystèmes planétaires
10. Pour un nouveau rêve européen
  - Instauration d'un Pacte de coopération écologique et solidaire européen (pour remplacer le pacte de stabilité issu de Maastricht). Ce pacte rendra contraignant un certain nombre de critères sociaux et environnementaux.
  - Création d'un Conseil de sécurité économique, sociale et financière (pour coordonner réellement dans la zone euro)
  - Emprunt de 1000 milliards d’euros et transformation de l’UE en zone Tobin
  - Engager un nouveau processus constituant pour adopter une constitution courte, lisible et adoptée par l'ensemble des européens le même jour pour sortir des traités actuels

### Les candidats
L'élection des députés européens est un scrutin de liste organisé sur huit circonscriptions électorales. Europe Écologie présente une liste dans chacune de ces circonscriptions dont les « têtes de liste » sont :
- Circonscription Nord-Ouest : Hélène Flautre, députée européenne et François Dufour, agriculteur et ex vice-président d'ATTAC France
- Circonscription Est : Sandrine Bélier, juriste et ex directrice fédérale de France nature environnement et Jacques Muller, sénateur-maire de Wattwiller
- Circonscription Ouest : Yannick Jadot, porte-parole de L'Alliance pour la planète et Nicole Kiil-Nielsen, ancienne conseillère municipale à Rennes
- Circonscription Île-de-France : Daniel Cohn-Bendit, député européen sortant, Eva Joly, ancien magistrat, Pascal Canfin économiste
- Circonscription Massif central-Centre : Jean-Paul Besset, journaliste, rédacteur du Pacte écologique et Ghislaine Jeannot-Pagès, juriste et psychanalyste.
- Circonscription Sud-Ouest : José Bové et Catherine Grèze (sur sa liste, figure Kalshang Dolma Rangeard, une Tibétaine engagée pour la cause du Tibet)
- Circonscription Sud-Est : Michèle Rivasi, adjointe au maire de Valence, et François Alfonsi, maire d'Osani (Corse) qui représente la fédération Régions et peuples solidaires (RPS).
- Circonscription Outre-mer : Harry Durimel, avocat, Raliba Dubois, syndicaliste, et Jacky Briand, militant écologiste et directeur d'école

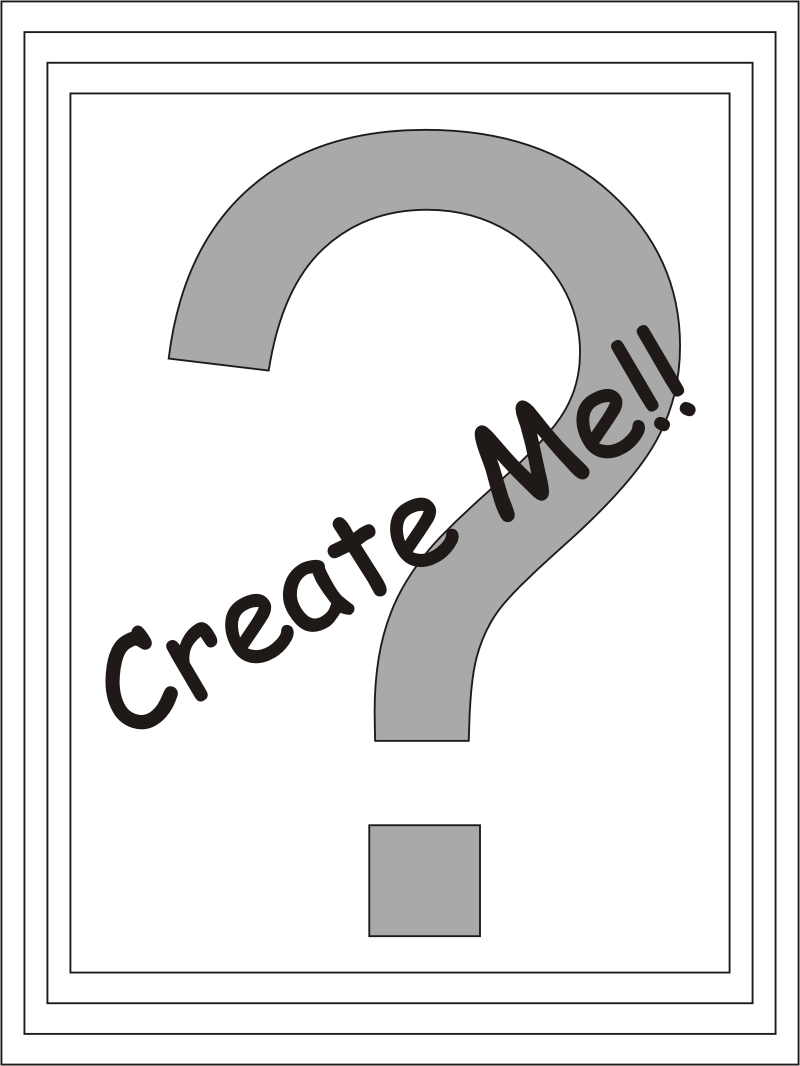
Hélène Flautre (circonscription Nord-Ouest)
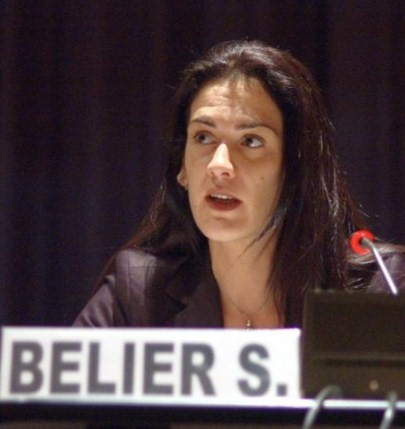
Sandrine Bélier (circonscription Est)
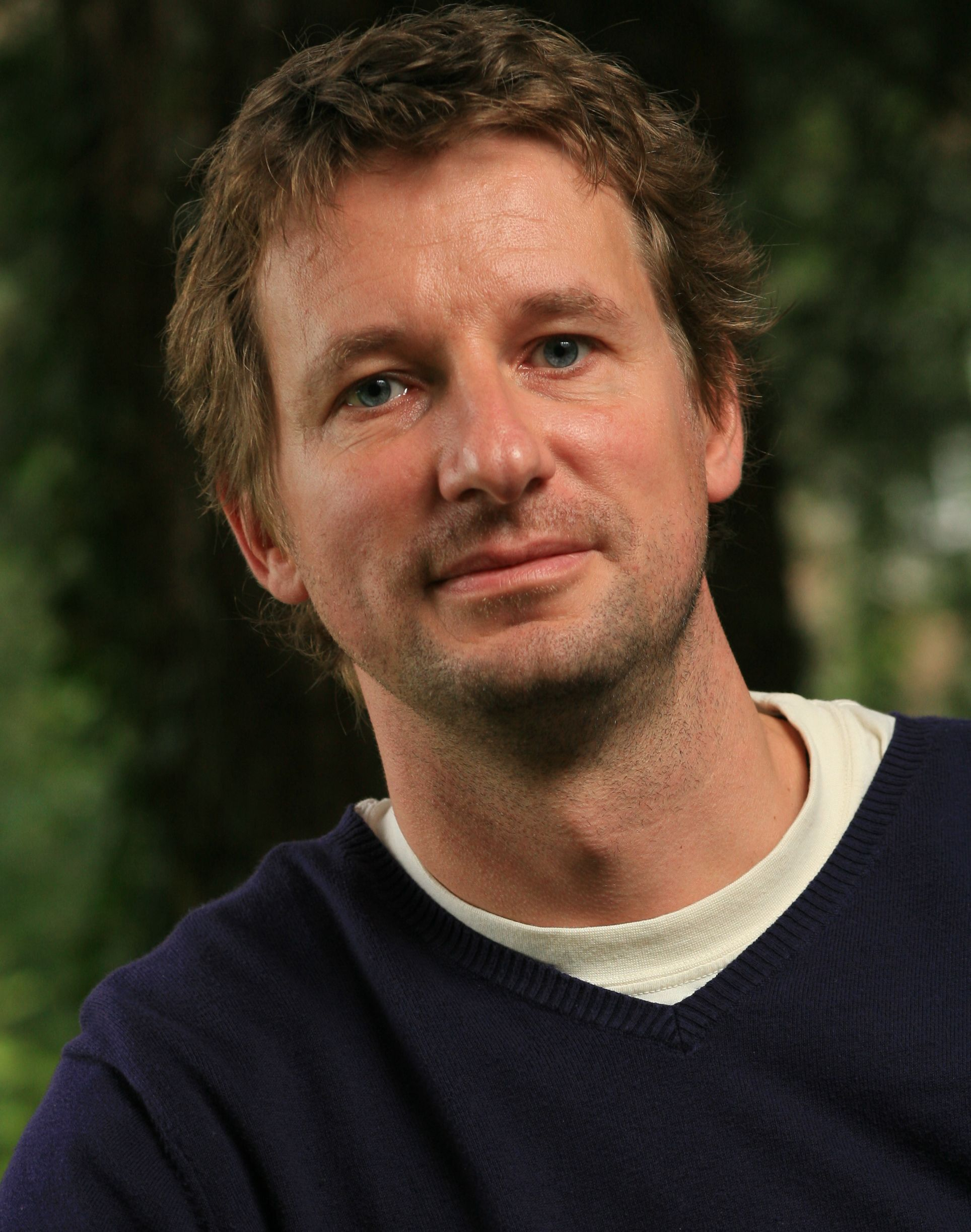
Yannick Jadot (circonscription Ouest)
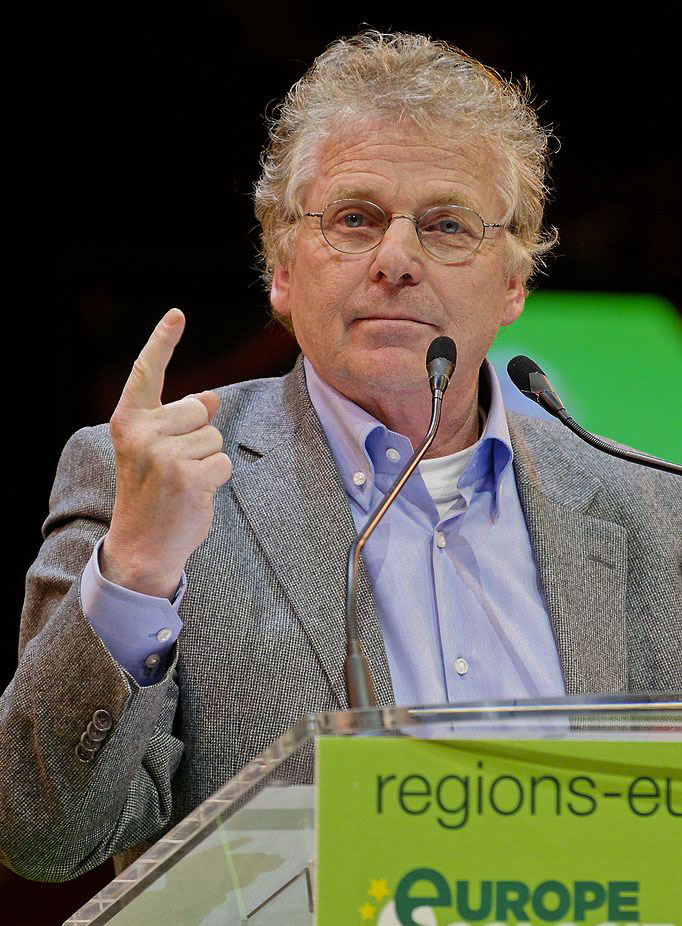
Daniel Cohn-Bendit (circonscription Île-de-France)
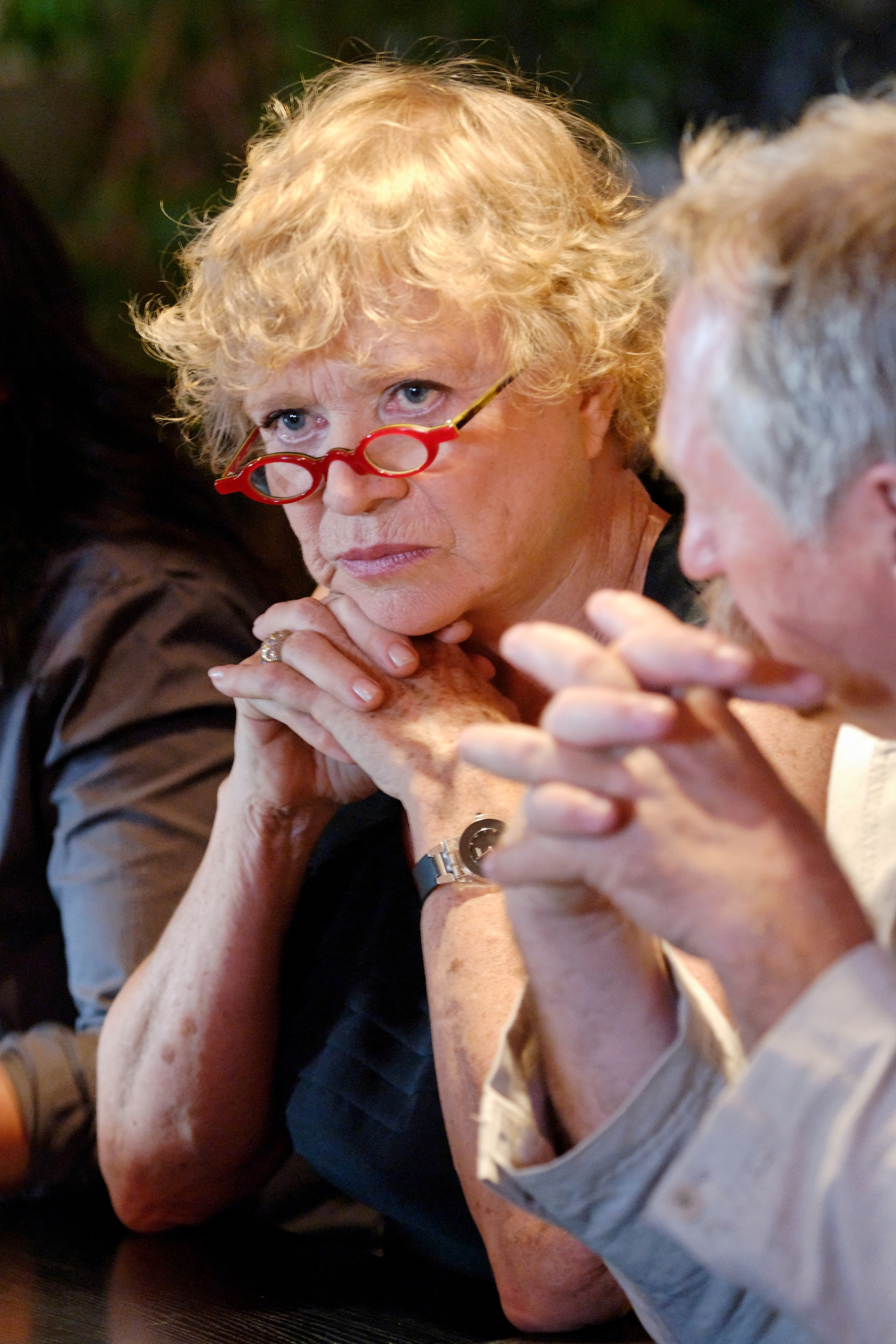
Eva Joly (circonscription Île-de-France)
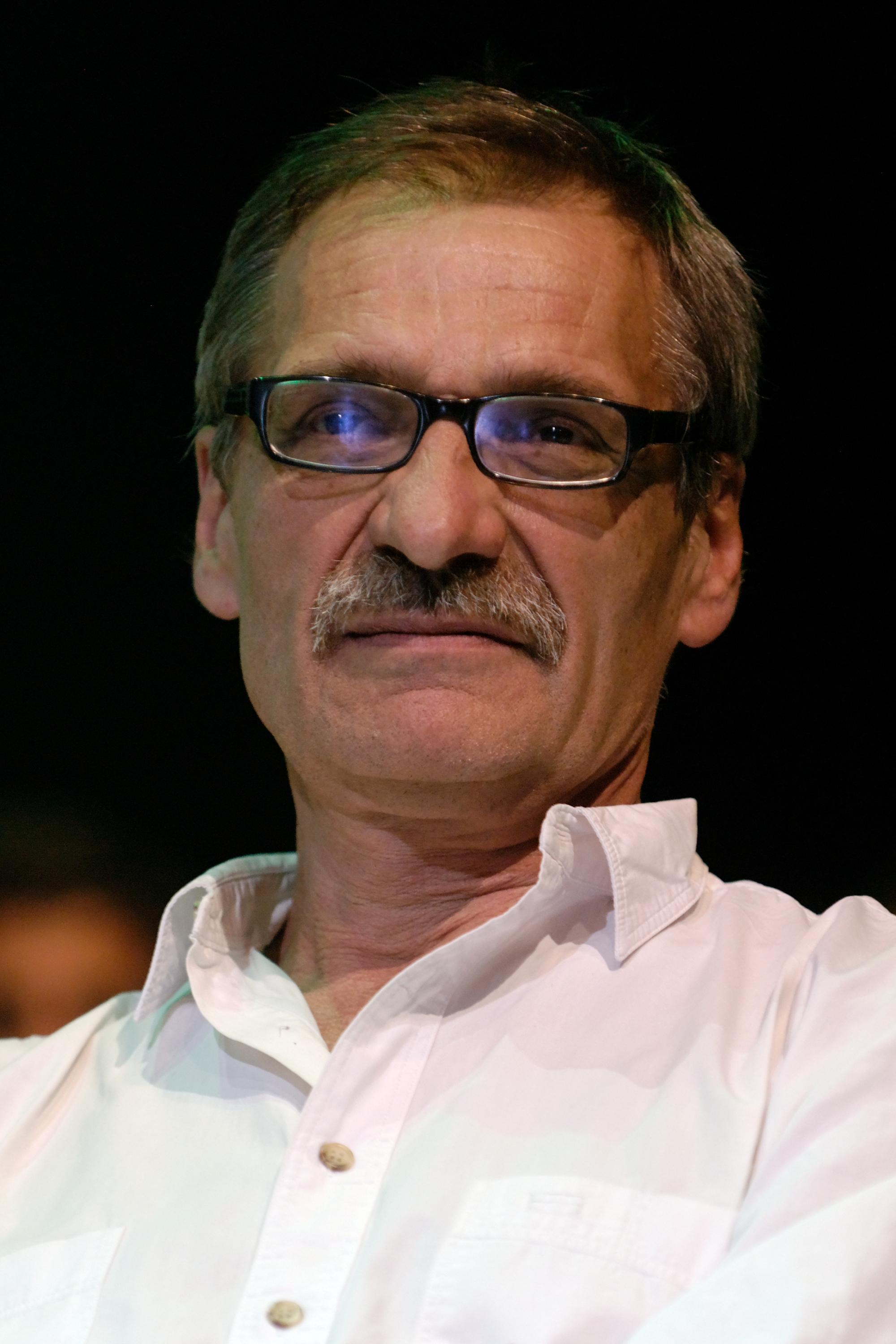
Jean-Paul Besset (Circonscription Massif central-Centre)
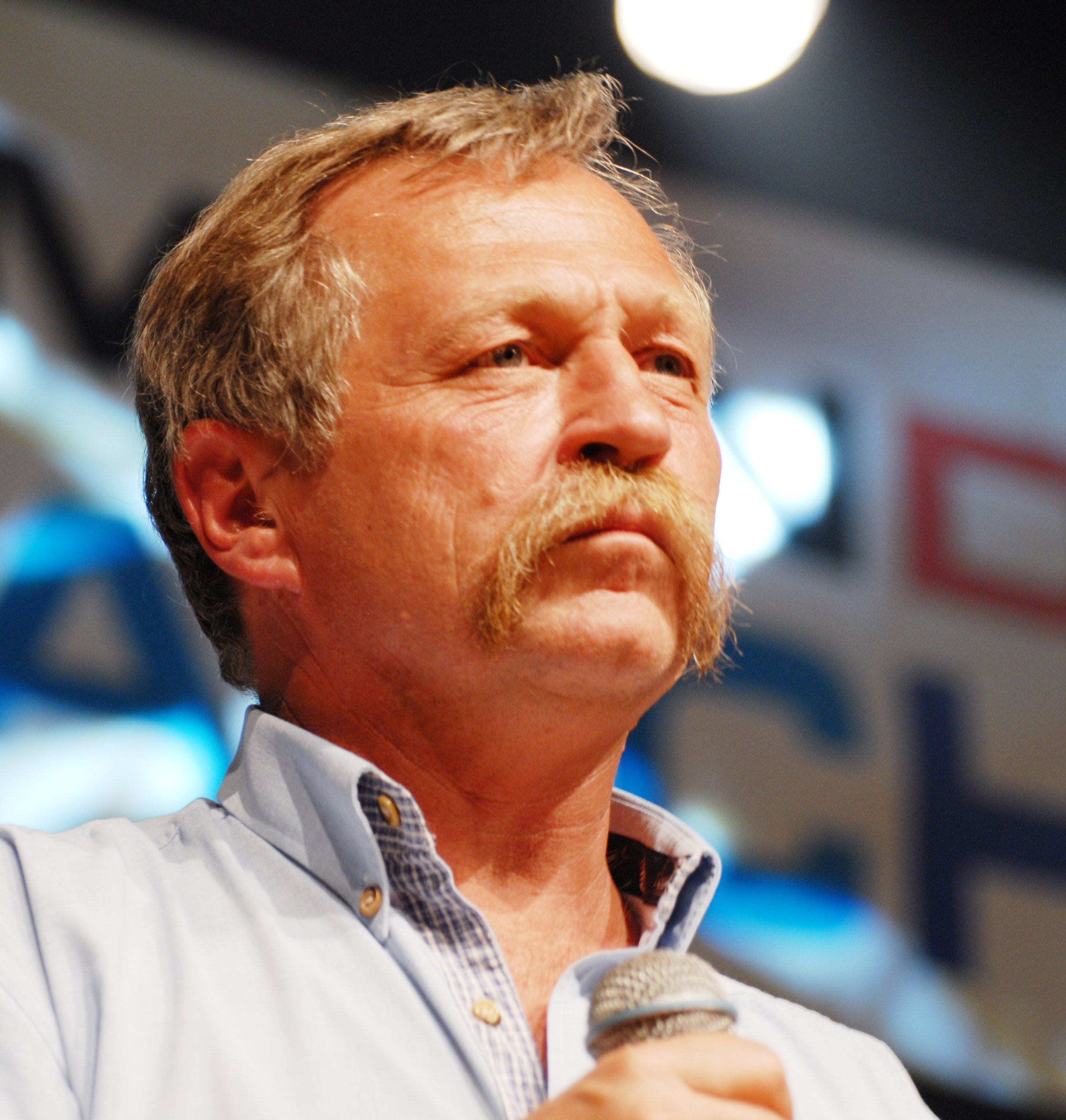
José Bové (circonscription Sud-Ouest)
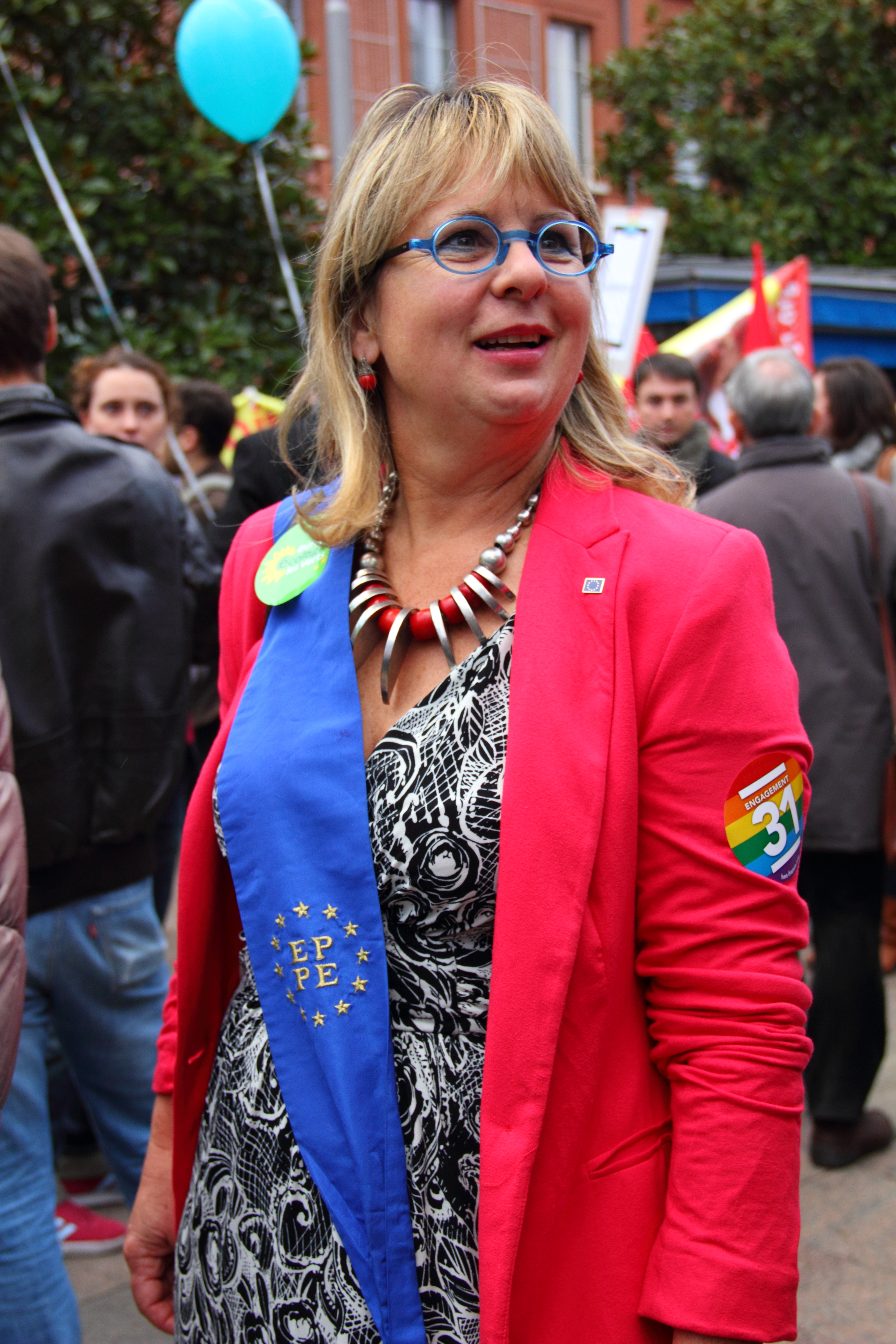
Catherine Grèze (circonscription Sud-Ouest)
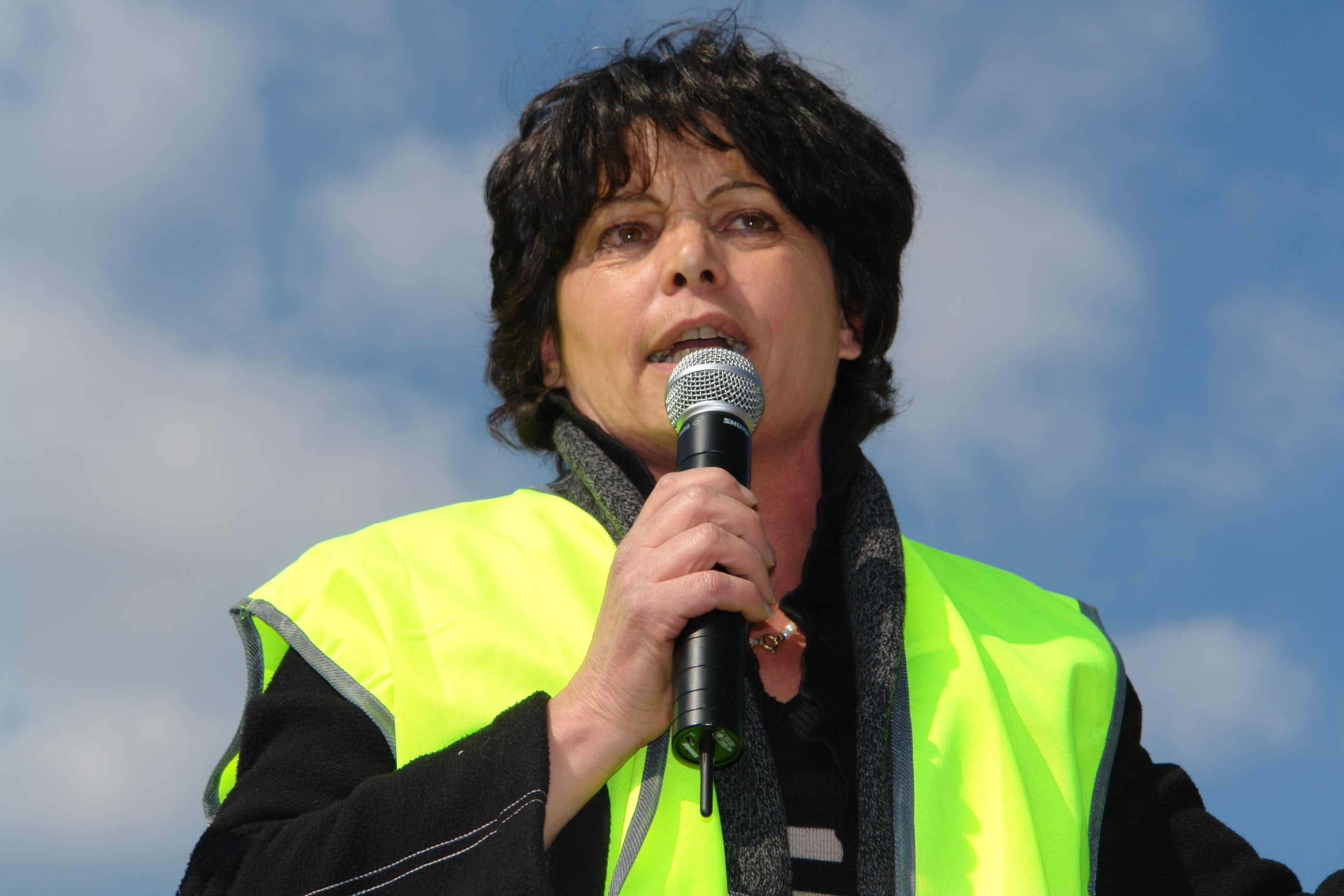
Michèle Rivasi (circonscription Sud-Est)
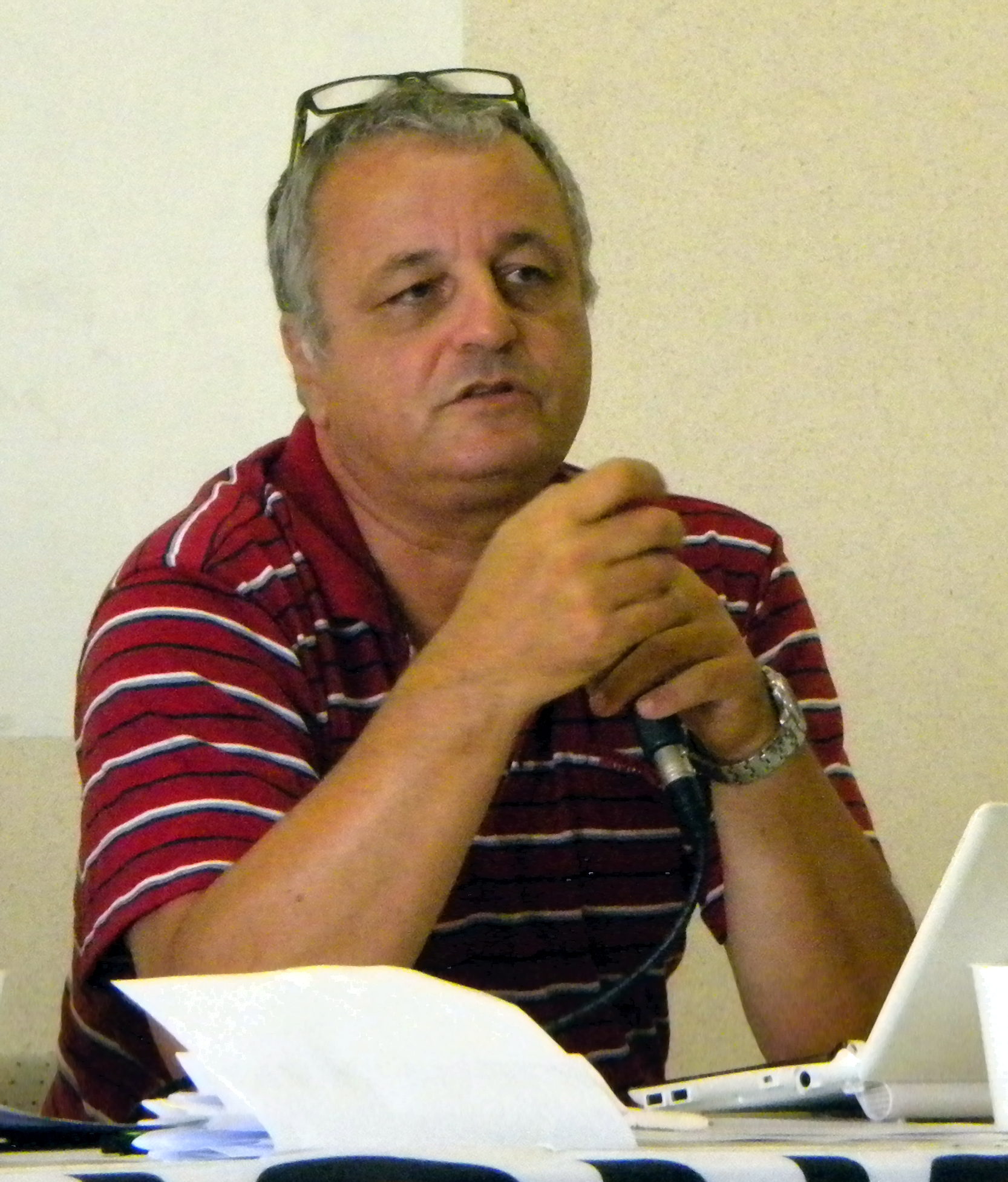
François Alfonsi (circonscription Sud-Est)

### Personnalités qui ont annoncé leur soutien
- Allain Bougrain-Dubourg, président de la Ligue pour la protection des oiseaux[9]
- Fred Vargas qui a écrit le texte Nous y sommes pour le Rassemblement
- Christiane Taubira[10]
- Stéphane Hessel[11]
- Edgar Morin[12]
- Lambert Wilson[13]
- Nicolas Hulot sans appeler à voter a fait part de son amitié et de son soutien à Europe Écologie[14]

### Communication
Pendant la campagne, l'équipe de communication d'Europe Écologie se rapproche du groupe L'Homme parle, après avoir repéré leur titre la Crise. En avril 2009, un lip dub sur la chanson intègre la campagne officielle de la liste, ce qui renforce la popularité naissante du titre. Dans ce clip apparaissent notamment Éva Joly, Daniel Cohn-Bendit, José Bové, Karima Delli et Pascal Canfin. Le meeting final au Zénith de Paris réunit Tryo et L'Homme parle.

### Actions

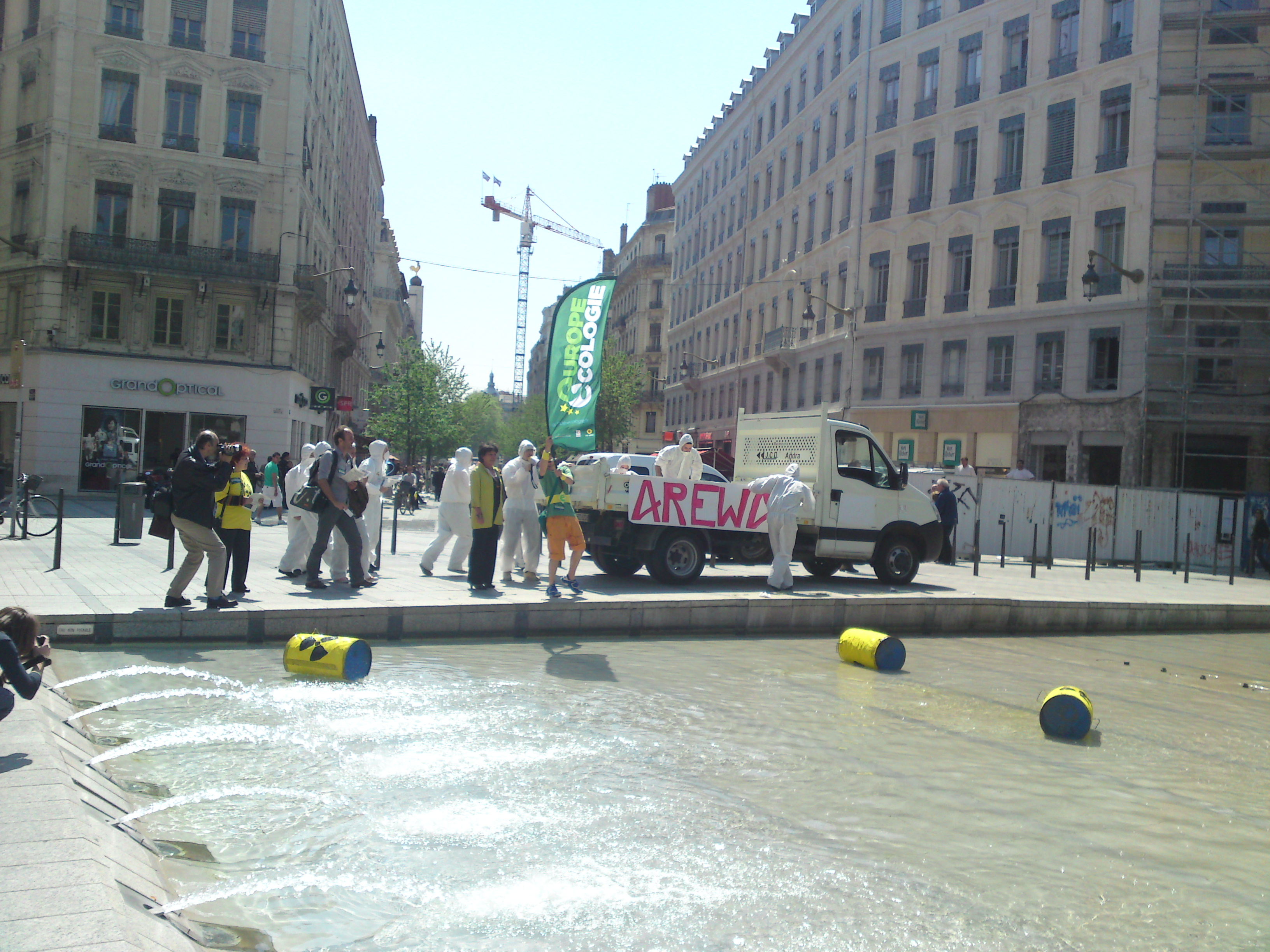
Action d'Europe Écologie, à Lyon, le vendredi 24 avril 2009, place de la République

### Résultats
Au scrutin des élections européennes du 7 juin 2009, Europe Écologie a recueilli 16,28 % des suffrages exprimés au niveau national, soit le plus haut score jamais réalisé par un parti écologiste à une élection européenne en France. Ce résultat lui assurant 14 sièges au Parlement européen avec les élus suivants :
- Circonscription Nord-Ouest : 12,10 % et une élue (Hélène Flautre)
- Circonscription Ouest : 16,65 % et deux élus (Yannick Jadot et Nicole Kiil-Nielsen)
- Circonscription Est : 14,28 % et une élue (Sandrine Bélier)
- Circonscription Sud-Ouest : 15,83 % et deux élus (José Bové et Catherine Grèze)
- Circonscription Sud-Est : 18,27 % et trois élus (Michèle Rivasi, François Alfonsi et Malika Benarab-Attou)
- Circonscription Massif central-Centre : 13,58 % et un élu (Jean-Paul Besset)
- Circonscription Île-de-France : 20,86 % et quatre élus (Daniel Cohn-Bendit, Eva Joly, Pascal Canfin et Karima Delli)
- Circonscription Outre-mer : 16,25 %

Au Parlement, les élus Europe Écologie forment donc le premier contingent (ex æquo avec les Verts allemands) du groupe des Verts/Alliance libre européenne qui passe de 40 à 53 membres.
La principale autre liste écologiste à ce scrutin, l'Alliance écologiste indépendante, recueille 3,7 % et ne dispose donc d'aucun élu.

#### Interprétations des résultats
De nombreux commentateurs ont souligné le rôle important qu'ont joué les personnalités des têtes de listes, en particulier Daniel Cohn-Bendit et Eva Joly, de même que le discours global de leur campagne très porté sur les enjeux européens. Un autre facteur de ce succès furent les scores très faibles du Parti socialiste (16,48 %) et du MoDem (8,45 %). Plusieurs médias, ont aussi évoqué la possibilité que la diffusion du film Home, programmé sur France 2 pour la Journée mondiale de l'environnement eût participé au succès des listes d'Europe Écologie, le surlendemain.

## Élections régionales de 2010
Fort de ses résultats aux élections européennes, le rassemblement de la mouvance écologiste s'est maintenu après les élections européennes de 2009 et a présenté des listes dans toutes les régions pour des « éco-régions » aux élections régionales de 2010. Le Rassemblement de l'écologie garde pour cette élection le nom « Europe Écologie » et ne s'allie pas aux autres partis au niveau national, mais intègre à titre individuel des candidats qui en sont issus (PS-PCF-Cap 21). Des accords régionaux avec d'autres partis existent (voir ci après). Comme pour les élections européennes, c'est le groupe l'Homme parle qui fournit le clip officiel de campagne, avec le titre Militant du quotidien issu de l'album de même nom.
En plus de ses composantes précédentes (Les Verts, les régionalistes de la fédération Régions et peuples solidaires, des membres d'associations écologistes), pour cette élection, Europe Écologie est rejoint par des démissionnaires du PS - comme Pierre Larrouturou -, ou des dissidents du PCF - tels Jacques Perreux, Christophe Cavard ou Stéphane Gatignon -, ainsi que des personnalités de la société civile comme le chercheur Philippe Meirieu, la magistrate Laurence Vichnievsky, le responsable de la Confédération paysanne et faucheur d'OGM François Dufour ou le diplomate et résistant Stéphane Hessel. On retrouve également diverses personnalités associatives comme Augustin Legrand, fondateur des Enfants de Don Quichotte, Caroline Mécary, avocate et présidente de la fondation Copernic, Emmanuelle Cosse ancienne présidente d’Act Up-Paris, Robert Lion et Bruno Rebelle respectivement ex-président et ex-directeur de Greenpeace France.
Les « non-Verts » devaient représenter la moitié des têtes de listes départementales, des candidats, et être têtes de listes régionales dans six régions.
Si aucun accord national n'a été passé avec d'autres partis, en Alsace, en Midi-Pyrénées et dans le Nord-Pas de Calais, le Mouvement écologiste indépendant, et notamment Antoine Waechter, ont intégré les listes « Europe Écologie ». En Languedoc-Roussillon, Paca, Lorraine, Alsace, Pays de la Loire, Ile-de-France et Haute-Normandie, Cap21, le mouvement de Corinne Lepage pourtant associé au MoDem, a rejoint les listes Europe Écologie.
Au second tour, les listes Europe Écologie prévoyaient de fusionner avec les autres listes de gauche. Europe Écologie espérait, comme aux européennes de juin 2009, dépasser le PS dans certaines régions (Île de France, Rhône-alpes, Alsace…) pour pouvoir en revendiquer la présidence et, en tous cas, peser fortement au sein de la gauche. L'objectif affiché par Daniel Cohn-Bendit était d'ancrer Europe Écologie comme troisième force politique française (derrière l'UMP et le PS) en atteignant le score de 15 % pour « rééquilibrer » la gauche.

### Les têtes de listes régionales
- Alsace : Jacques Fernique (Les Verts), conseiller régional sortant, conseiller municipal de Geispolsheim (Bas-Rhin)[24]
- Aquitaine : Monique De Marco (Les Verts), conseillère régionale sortante[25]
- Auvergne : Christian Bouchardy, écrivain et naturaliste
- Bourgogne : Philippe Hervieu (Les Verts), vice-président sortant du conseil régional[26]
- Bretagne : Guy Hascoët, ancien Secrétaire d'état à l'économie sociale et solidaire du gouvernement Jospin[27]
- Centre : Jean Delavergne (Les Verts), vice-président du conseil régional sortant
- Champagne-Ardenne : Éric Loiselet, ex-leader du Pôle écologiste du Parti Socialiste[28]
- Corse : Jean-Christophe Angelini (Parti de la nation corse), conseiller sortant de l'Assemblée de Corse, conseiller municipal de Porto-Vecchio
- Franche-Comté : Alain Fousseret (Les Verts), vice-président du conseil régional
- Île-de-France : Cécile Duflot, secrétaire nationale des Verts[29]
- Languedoc-Roussillon : Jean-Louis Roumégas, porte-parole des Verts et conseiller municipal de Montpellier[30]
- Limousin : Ghilaine Jeannot-Pagès (Les Verts), conseillère régionale sortante
- Lorraine : Daniel Béguin (Les Verts), vice-président du conseil régional
- Midi-Pyrénées : Gérard Onesta (Les Verts), ancien député européen et ancien vice-président du Parlement européen[31]
- Nord-Pas-de-Calais : Jean-François Caron (Les Verts), président du groupe Verts du conseil régional sortant[32]
- Basse-Normandie : François Dufour, ancien dirigeant d'Attac et de la Confédération paysanne
- Haute-Normandie : Claude Taleb (Les Verts), vice-président sortant du conseil régional[33]
- Pays de la Loire : Jean-Philippe Magnen (Les Verts), adjoint au maire de Nantes et président de la fédération des Verts de Loire-Atlantique
- Picardie : Christophe Porquier, ancien conseiller municipal d'Amiens, ancien secrétaire national adjoint des Verts
- Poitou-Charentes : Françoise Coutant, adjointe au maire d'Angoulême
- Provence-Alpes-Côte d'Azur : Laurence Vichnievsky, magistrate[34]
- Rhône-Alpes : Philippe Meirieu, chercheur en sciences de l'éducation et écrivain[35]

### Les résultats
Sans rééditer les 16 % obtenus aux européennes de 2009, les listes « Europe Écologie » tirent largement leur épingle du jeu et confirment le rang des écologistes comme troisième force politique nationale, avec un score global de 12,2 % des voix. Néanmoins, l'objectif de dépasser le PS dans trois régions (Île-de-France, Rhône-Alpes, Alsace) pour en revendiquer la présidence n'est pas atteint. Les résultats varient fortement d'une région à une autre, avec des chiffres compris entre 17,8 % en Rhône-Alpes et 8,5 % en Champagne-Ardenne. Les listes dépassent les 10 % permettant de se maintenir dans 12 régions et les 5 % permettant de fusionner avec d'autres listes dans toutes les autres régions métropolitaines.
Au second tour, les listes fusionnent avec le Parti socialiste sur la base du rapport de force du premier tour à l'exception de la Bretagne, où aucun accord n'est possible, et du Languedoc. Le bon score (17,4 %) de la liste bretonne maintenue face au PS et à l'UMP confirme le succès du premier tour. Les Verts passant de 159 à 263 élus régionaux, sont le parti qui progresse le plus en nombre de sièges. En Languedoc-Roussillon, aucune des listes FG, EE ou PS ne pouvant se maintenir et un accord avec la liste de Georges Frêche étant exclu, la liste Europe Écologie n'a aucun élu.

## L'après régionales: l'intégration aux Verts des adhérents venus avec Europe Écologie
À la suite des résultats obtenus par Europe Écologie aux européennes et aux régionales, Daniel Cohn-Bendit se prononce pour la dissolution des Verts au sein d'« une nouvelle formation politique à inventer ».
La direction politique transitoire jusqu’aux assises territoriales d'octobre est assurée par le Bureau exécutif d’Europe Écologie : Leila Aïchi, Françoise Alamartine, Suzanne Auger, Denis Baupin, Alexis Braud, Sandrine Bélier, Jean-Paul Besset, Peggy Briset, Brigitte Brozio, Jean-Marc Brûlé, Daniel Cohn-Bendit, Cécile Duflot, Pascal Durand, Hélène Gassin, André Gattolin, Yannick Jadot, Mickaël Marie, Philippe Meirieu, Jean-Vincent Placé, Pascale Rossler, Jean-Louis Roumégas, Lucile Schmid, François Simon, Djamila Sonzogni, Anne Souyris.
À l'occasion de l'université d'été des Verts, en août 2010, leur secrétaire nationale Cécile Duflot donne « rendez-vous » pour « une autre histoire qui verra la fin de nos deux logos ». La fusion au sein des Verts des militants venus avec Europe Écologie a lieu le 13 novembre 2010, lors des Assises nationales du Rassemblement des écologistes à Lyon où est adoptés le nouveau nom et le nouveau logo des Verts.
Propositions pour financer les retraites : Europe Écologie s'investit dans les manifestations contre la réforme des retraites de 2010, menée par le ministre du Travail Éric Woerth, et a proposé la mise à contribution des revenus du capital, la redéfinition des cotisations et la création d'un « contrat emploi retraite » pour des départs progressifs sans toucher à l'âge de 60 ans.
Alors que la candidature d'Eva Joly à l'élection présidentielle de 2012 semble acquise, de nombreuses questions restent néanmoins en suspens, Corinne Lepage accusant par exemple les Verts de vouloir prendre l'appareil du futur mouvement.
Le 13 novembre 2010, le rassemblement Europe Écologie fusionne officiellement avec Les Verts pour donner la nouvelle entité Europe Écologie Les Verts, présidée par Cécile Duflot. De son côté, la fédération Régions et peuples solidaires garde son indépendance.